# تيودور أوليفييه
تيودور أوليفييه (بالفرنسية: Théodore Olivier)‏ هو رياضياتي فرنسي، ولد في 21 يناير 1793 في ليون في فرنسا، وتوفي بنفس المكان في 5 أغسطس 1853.